# Józef Rybacki
Józef Rybacki (ur. 25 października 1839 w Lublinie, zm. 1898 lub 1910) – polski dyrygent, kompozytor, aktor i przedsiębiorca teatralny    .

## Życiorys
W latach 1860–1869 współpracował z zespołem Pawła Ratajewicza jako dyrygent orkiestry i jako aktor. W kolejnych latach był dyrygentem w zespołach: Antoniego Raszewskiego (1869), Dionizego Feliksiewicza (1870), Daniela Eibla i Józefa Bendy (1870), Anastazego Trapszy (1872–1876) i Mieczysława Krauzego (1876). Komponował również muzykę sceniczną. Napisał czteroaktową operę Wianki do libretta Baltazara Gwozdeckiego, której premiera z muzyką Rybackiego odbyła się w Radomiu 17 maja 1866. Do tego samego libretta już wcześniej (w latach 1854–1855) napisał też swoją muzykę inny kompozytor, Aleksander Martin. 
Od 1876 r. prowadził samodzielnie zespół teatralny, z którym występował m.in. w Łomży, Radomiu, Siedlcach, Kielcach i Pińczowie, a także w warszawskich teatrach ogródkowych: „Alkazar” i „Antokol”.